# أصل الهون
كان أصل الهون وعلاقتهم بالشعوب الأخرى الواردة في المصادر القديمة كالهون الإيرانيين، مثل السيونيين، والهون الألشونيين، والكيداريتيين، والهياطلة، والهونا، موضع جدل علمي طويل الأمد. في عام 1757، اقترح جوزيف دي غوينز لأول مرة أن الهونيين كانوا مطابقين للسيونيين. اشتُهرت هذه الأطروحة في وقت لاحق على يد إدوارد جيبون. منذ ذلك الوقت، ناقش العلماء الاقتراح بشأن مزاياهم اللغوية والتاريخية والأثرية. في منتصف القرن العشرين، هوجمت هذه العلاقة من قبل عالم الصينيات أوتو جيه. ماينتشن هيلفين، ولم تحظ بعدها بقدر كبير من التأييد. ساقت المزيد من المعارف الدراسية الأخيرة الحجج لصالح شكل ما من أشكال الارتباط، وعادت النظرية إلى الإتجاه، إلا أن القضية بقيت مثيرًا للجدل.
إن الدليل الرئيسي الذي يربط بين منطقة سيونغنو والهون الأوروبيين والإيرانيين هو تشابه اسميهما. تشير الأدلة الداعمة التي تقدمها السجلات التاريخية إلى أن مصطلح سيونغنو استُخدم للأشخاص المشار إليهم في النصوص الالسوغديانية والسنسكريتية كـ «هون» و«هونا» على التوالي، وهما المصطلحان اللذان يستخدمان نسبة للشعوب التي تسمى الهون في الغرب. هناك إرتباط آخر مهم يتمثل في استخدام مثلثات معدنية مماثلة من قبل الهون الأوروبي والسيونغنو. لا يزال هناك عدد من الاختلافات المعلقة، بما فيها المظاهر الأثرية المختلفة عمومًا، ومجموعة واسعة من العادات التي تنتشر بين مختلف مجموعات الهون. إضافة إلى ذلك، هناك فجوة تمتد مائتي عام بين آخر الأنشطة المسجلة في منطقة سيونغنو وأول ظهور للهون في أوروبا وآسيا الوسطى. دفعت هذه القضايا ببعض العلماء إلى رفض التعريف.

## تاريخ فكرة أصول السيونغنو
اقترح جوزيف دي غوينز 1757 لأول مرة الربط بين الهون الأوروبيين والسيونغنو على أساس التشابه بين أساليب الحياة البدوية لكلا الشعبين وتشابه اسميهما. خلال تكوينه للفكرة، لم يكن دي جوينز مهتما بإنشاء أي نوع من العلاقات الثقافية أو اللغوية أو العرقية بين السيونغنو والهون: بدلا من ذلك، كان نمط التنظيم السياسي هو ما صنع «الهون». شاعت النظرية بعد قبولها من طرف إدوارد جيبون في كتابه تاريخ ضعف وسقوط الإمبراطورية الرومانية (1776 – 1789). يأتي ديفيد كورتيس رايت بالأسطورة الشائعة المتكررة بأن سور الصين العظيم كان قد بني لصد هجمات السيونغنو من مقطع في كتاب جيبون. قال جيبون، من خلال قراءته لـ دي جوينز، إن «البيض» الإيرانيين والهون الأوروبيين ينحدرون من فرقتين متميزتين من شعب السيونغنو (منغوليا الحالية) الذين نجوا من دمار أمتهم بالقرب من الصين. بعد غيبون، سرعان ما أصبحت هذه الأطروحة مقبولة على نطاق واسع بين مختلف مؤرخي الهون.
في القرن التاسع عشر، كان السؤال دائرًا في أذهان لغويين سعوا إلى الربط بين اسم ولغة السيونغنو أو الهون ببعض. لأن اللغة كانت مرتبطة ارتباطا وثيقا بالعرق بالنسبة لعلماء القرن التاسع عشر، أصبح من الضروري إثبات الأصل المادي للهون من السيونغنو وأنهم تقاسموا نفس اللغة. في حين ظلت نظرية أصول السيونغنو، إلا أن عددًا من الباحثين أثاروا اعتراضات لأنهم كانوا يعتقدون أن الهون تحدثوا بلغة فينية أوغرية، في حين يتحدث السيونغنو باللغة التركية أو المنغولية. على نحو مماثل، زعم بعض الباحثين الروس في القرن التاسع عشر أن الهون تحدثوا لغة سلافية وبالتالي لا يمكن أن تنحدر من لغة غير سلافية كالسيونغنو. في أواخر القرن التاسع عشر، شكك المؤرخ الكلاسيكي جي. بي. بوري حول تعريف كل من دي جوينز وجيبون للسيونغنو، بالزعم أنها لهما أسماءً متشابهة. إلا أنه تقبّل الرابط لاحقًا.
في بداية القرن العشرين، اكتشف عالم الصينيات الألماني فريدريك هيرث مقاطع في السجلات الصينية، وخاصة الوي شو، الذي كان يعتقد أنه أثبت الارتباط بين الهون والسيونغنو. اقنع عمل هيرث كثيرين، وبحلول الأربعينات كان هناك إجماع عام بين المؤرخين وعلماء الآثار على أن السيونغنو والهون مرتبطان. لكن في سنة 1945، قال أوتو جيهز ماينتشن-هيلفن أن هيرث أساء تفسير الحوليات (سجلات الأحداث) الصينية. من خلال عمل ماينتشن-هيلفن، «شكلت أطروحة هيرت ضربة كبيرة». وقف ماينتشن-هيلفن ضد تحديد الهوية استنادًا إلى الآثار الحالية وعلى أسس إثنوغرافية. في حين أنه لم تناول السؤال في في أهم عمل له، عالم الهون (1973)، كان ماينتشن-هيلفن يمضي قدمًا في التشكيك بالنظريات الجديدة التي تساوي بين الهون والسيونغنو استنادًا إلى أسمائها في عدة مقالات. تناول العالم الأوراسي البارز دينيس سينور شكوك ماينتشن-هيلفن.
في عام 2009، أشار كريستوفر بيكويز إلى وجود «إجماع عام بين الأوراسيين» على أن السيونغنو والهون غير مترابطين. واجه هذا الإجماع تحديًا من قبل المؤرخ إتيان دي لا فايسيير (2005 و2015)، والمؤرخ والمترجم كريستوفر آتوود (2012)، وعالم الآثار توشيو هاياشي (2014)، والمؤرخ هيون جين كيم (2013 و2015).

## الأدلة الأثرية
إن الرابط الأثري المحتمل أكثر الشيء بين الهون الأوروبيين والسيونغنو هو القدور البرونزية نفسها المستخدمة بين الهون والسيونغنو. يبدو أن القدور المستخدمة من قبل الهون الأوروبين تشكل تطورًا آخر للقدور التي كان يستخدمها السيونغنو. يقول كيم أن هذا يظهر حفاظ الهون الأوروبيين على الهوية الثقافية للسيونغنو. زعم توشيو هاياشي أن ذلك قد يساعد في تتبع مسار هجرة الهون/السيونغنو باتجاه الغرب من خلال اللحاق بكشوفات هذه القدور. تزعم أورسولا بروسيدر أنه لا توجد أنماط وسيطة بين أشكال القدور المعروفة لدى السيونغنو وتلك لدى الهون الأوروبيين. تشير أيضًا إلى أن القدور، بوصفها صُنعة أثرية، لا يمكنها إثبات هجرة الهون والسيونغنو. ولا يمكن الافتراض أيضًا أن الهون والسيونغنو استخدما قدورهم لنفس الغرض، إذ كان السيونغنو يودعون قدورهم في القبور، في كانت توجد قدور الهان لوحدها قرب المياه.
تشير هيذر إلى أن الجماعتين استخدمتا أسلحة مماثلة. لكن ماينتشن-هيلفن يجادل بأن رؤوس الأسهم المستخدمة من قبل جماعات الهان تختلف تمامًا عن بعضها البعض.
زعم ماينتشن-هيلفن عام 1945 بأنه لا يوجد هناك أي دليل على قيام السيونغنو بعمليات تشويه اصطناعية للجمجمة، في حين شهد الهون الأوروبيين تلك الممارسة. مارس الهياطلة نلك الممارسة أيضًا، ما يقترح على كيم وجود رابط بينهما. تشير الاكتشافات الأثرية الحديثة إلى أن المجموعة المسماة «مجموعة كنكول» التي تعود إلى الهون الأول حول نهر سير داريا كانوا يقومون بتشويه اصطناعي للجمجمة، وربما يكون لذلك علاقة بالسيونغنو. كانت هذه الممارسة منتشرة على نطاق واسع في وسط أوراسيا منذ القرن الأول وما بعده.

يزعم ماينتشن-هيلفين أيضًا أن تعريف الهون ارتبط باكتشافات لأوراق من الذهب بأنماط مقشورة، في حين لم يتم العثور على أي شيء مماثل لدى السيونغنو. الأشياء التي امتلكتها حضارة أوردوس، التي ربطها ماينتشن-هيلفين بالسيونغنو، تختلف تمامًا عن أي شيء تم العثور عليه لدى الهون، الذين افتقر فنّهم للزخارف الحيوانية التي كانت لدى الأوردوس. في عام 2018، تقول أورسولا بروسيدر:
على الرغم من التقدم الكبير الذي أحرز في العقود الأخيرة في علم آثار منغوليا، وألتاي، وتوفا، وجنوب سيبيريا، إلا أن الحقيقة الأساسية لم تتغير، وهي أن التجمعات البشرية من هذه المناطق الواقعة في آسيا الداخلية تختلف عن تلك الموجودة في جبال الهون الأوروبية.